# Maracaibo
Maracaibo város Venezuela északnyugati részén, Zulia szövetségi állam székhelye. A Maracabói-öblöt a Karib-tengerrel összekötő szoros bal partján fekszik, Caracastól mintegy 500 km-re nyugatra. A szoros két oldalát a 8,7 kilométer hosszú Rafael Urdaneta-híd köti össze.
Maracaibo kőolajváros, kikötő, az ország második legnagyobb városa. Egyben az ország második legnagyobb kereskedelmi, kulturális és oktatási központja. Erőteljes fejlődése akkor indult meg, amikor 1917-ben a partjai előtt felfedezték a világ egyik legnagyobb kőolajlelőhelyét.
A maracaboi agglomeráció lakossága 2 001 000 fő volt 2013-ban, amely tartalmazza a vele egybeépült San Francisco lakosságát is.